# Saint-Paul-de-Vern
 Saint-Paul-de-Vern  (en occitano Sant Pau de Vèrn) es una población y comuna francesa, situada en la región de Mediodía-Pirineos, departamento de Lot, en el distrito de Figeac y cantón de Saint-Céré.

## Demografía
| 229 | 204 | 162 | 165 | 167 | 183 |
| Para los censos de 1962 a 1999 la población legal corresponde a la población sin duplicidades (Fuente: INSEE [Consultar]) |     |     |     |     |     |